# Factores de riesgo laboral
Los factores de riesgo laboral son condiciones que existen en el trabajo que de no ser eliminados tendrán como consecuencia accidentes laborales y enfermedades profesionales. Se relacionan siempre con una probabilidad y unas  consecuencias. Los factores de riesgo deben ser minimizados o eliminados con prevención y protección. Del estudio de factores de riesgo se encargan la higiene, la Medicina del trabajo, la Ergonomía y la Psicología que actúan como un conjunto multidisciplinario para así poder llegar al objetivo de mantener la salud para los trabajadores, además de leyes que permitan el cumplimiento de los procedimientos de seguridad tanto para el trabajador como para la empresa quien lo contrata.

## Factores o condiciones

### Seguridad
La seguridad en el trabajo está relacionada con factores de tipo físico en el lugar dónde se trabaja, que pueden causar un posible accidente al trabajador. Se toma en cuenta los siguientes materiales y espacios:
- Áreas de seguridad.
- Pasillos.
- Superficies de tránsito.
- Instrumentos de elevación
- Vehículos de transporte
- Máquinas.
- Herramientas de trabajo.
- Instalaciones en la faena.

## Condiciones medioambientales
Los factores que originarán accidentalidad se atribuyen a los que puedan existir en el lugar de trabajo, estos se dividen en:
- Agentes Físicos
- Agentes Químicos
- Agentes Biológicos

## Condiciones ergonómicas
Los trabajos realizados por los trabajadores están relacionados también con las exigencias por las cuales se somete, en lo que se relaciona con los siguientes aspectos:
- Esfuerzo
- Manipulación de cargas
- Posturas en el trabajo
- Niveles de atención

Todos estos, sumado a las características individuales que todo trabajo posee en particular, derivan en una carga para el trabajador encausándose como una fatiga. La Ergonomía es la disciplina encargada de ayudar en minimizar los riesgos derivados de estos factores, debido a que esta, tiene como objetivo adaptar el trabajo al hombre.

### Organización del Trabajo
Los modelos de organización que existen en el trabajo pueden provocar en los trabajadores problemas de adaptación, originando un gran número de síntomas tales como insatisfacción y el estrés, la rama de psicología es la encargada de colaborar en los aspectos relacionados con la organización, los factores de riesgos se atribuyen a los siguientes aspectos:
- Monotonía
- Comunicación
- Automatización
- Ritmo de trabajo
- Jornada laboral.